# Grand Hôtel Saïgon
Pour les articles homonymes, voir Grand Hôtel.
Le Grand Hôtel Saïgon (vietnamien : Khách sạn Grand Sài Gòn) est un hôtel construit dans la rue Dong Khoi à Hô Chi Minh-Ville au Vietnam.

## Histoire
L'histoire du Grand Hôtel commence en octobre 1924. À l'époque, Henry Chavigny de Lachevrotière, est autorisé à ouvrir pour le compte de la Société du Grand Hôtel de Saïgon, un débit de boissons à consommer sur place à Saïgon, à l'angle des rues Catinat et Vannier. 
En 1930 ouvre le Grand Hôtel dont le directeur reste M. de Lachevrotière.
En 1937, l'hôtel prend le nom de « Saigon Palace ». Il est dirigé en 1938 par Patrice Luciani puis, en 1939, par Antoine Giogetti.
En 1997, l'hôtel est entièrement rénové ; dirigé par la « Saigon Tourist Holding Company », il prend le nom de « Grand Hôtel Saïgon ».

## Galerie

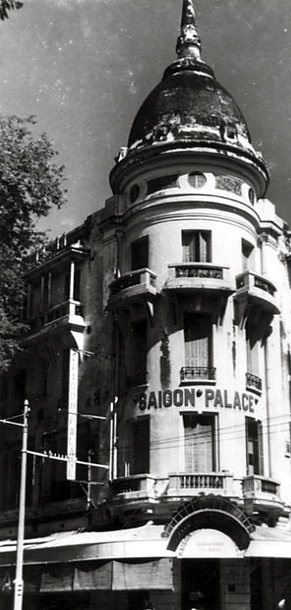
Façade du Saïgon-Palace (actuel Grand Hôtel) vers 1940.